# Уилям Фергюсън
Уилям Фергюсън (на английски: William Ferguson) е бивш южноафрикански автомобилен състезател, пилот от Формула 1.

## Формула 1
През 1972 година участва в един старт от Формула 1 - за Голямата награда на Южна Африка, където се състезава с болид Брабам ВТ33, на тима от Формула 1 - „Gunston“. В следващите години е резервен пилот на същия отбор, като провежда тестове с болид Съртис TS9, но в шампионата така и повече не взима участие.